# Psalydolytta flavilabris
Psalydolytta flavilabris es una especie de coleóptero de la familia Meloidae.

## Distribución geográfica
Habita en Uganda, Sudán y Senegal.